# سریه علی بن ابی‌طالب (فدک)
سریه علی بن ابی‌طالب که منجر به فتح فدک شد، جنگی است که به فرمانده‌ای علی بن ابی‌طالب در ماه شعبان سال ششم هجری اتفاق افتاد.  این سریه، به جهت اطلاع محمد از همکاری یهودیان فدک با اهالی خیبر جهت جمع‌آوری نیرو و کمک به آنان تدبیر شد.
لشکریان اسلام، روزها را حرکت کرده و شب‌ها کمین می‌کردند تا سرانجام یکی از یهودیان فدک را که در راه رفتن به خیبر بود، دستگیر کرده و به اسارت درآوردند. پس از آن، لشکریان اسلام با حمله به فدک، توانستند ۵۰۰ شتر و ۲۰۰۰ راس گوسفند را به غنیمت گرفته و باعث شوند که قبیله ساکن در فدک، به همراه سرپرست خود سعد بن بکر، فرار کرده و فدک بدون هیچگونه نزاعی، به دست مسلمانان فتح شد.